# وقاية قبل التعرض

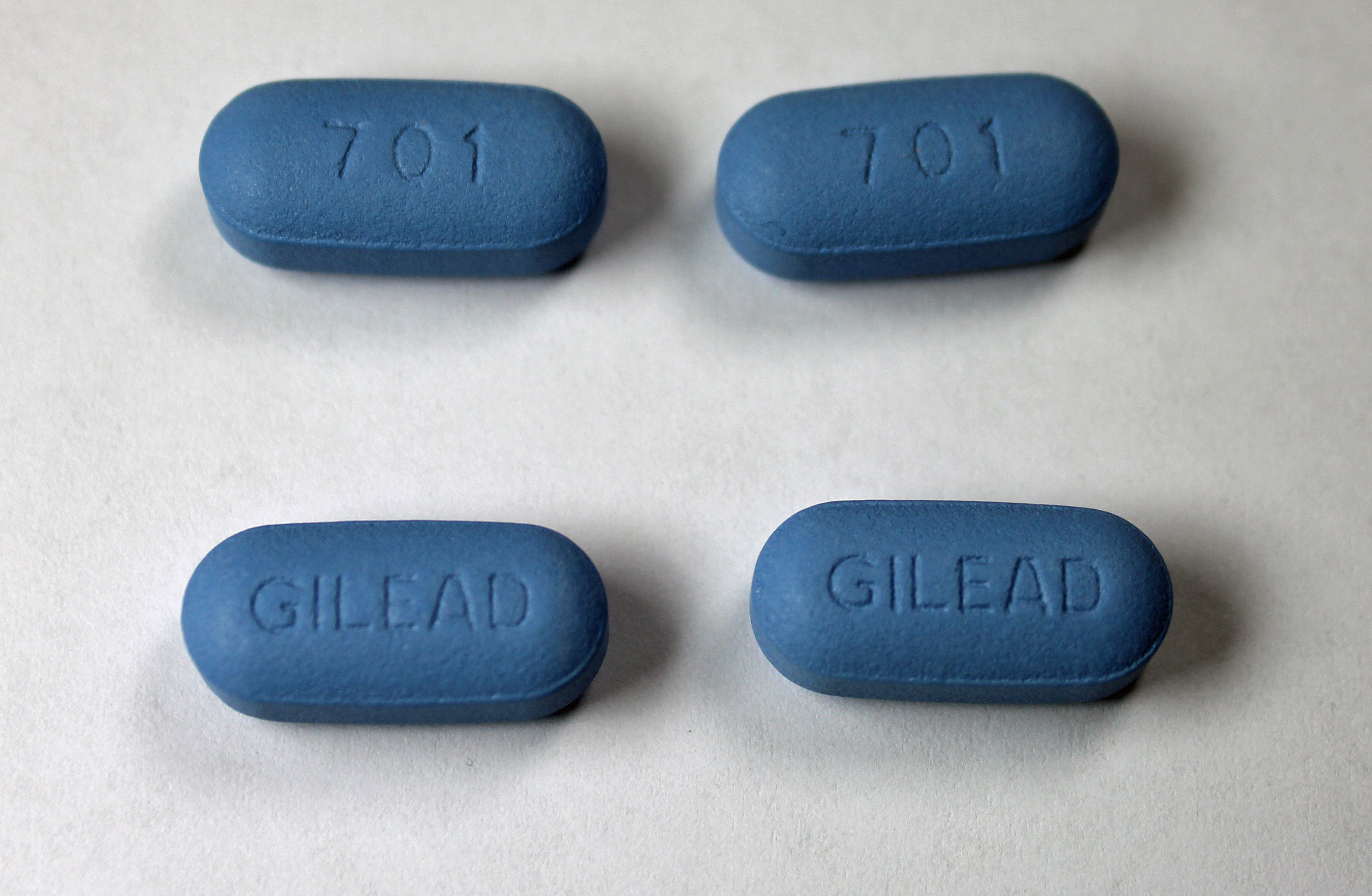
أقراصٌ من تروفادا، هو مركبٌ من تينوفوفير/إمتريسيتابين ويستعملُ في الوقاية قبل التعرض من فيروس نقص المناعة البشرية

الوقاية قبل التعرض أو الاتقاء قبل التعرض (بالإنجليزية: Pre-exposure prophylaxis)‏ وتُعرف اختصارًا PrEP او بريب، هي استعمالُ الأدوية لمنع حدوث مرضٍ في الأفراد الذين لم يتعرضوا سابقًا للعامل المُسبب للمرض، خصوصًا الفيروسات. يُستخدم المُصطلح عادةً للإشارة إلى استعمال المُحدد لمضادات الفيروسات في الوقاية من فيروس نقص المناعة البشرية (الوقاية من الإيدز).
تُعتبر الوقاية قبل التعرض واحدةً من إستراتيجات الوقاية من فيروس العوز المناعي البشري (فيروس الإيدز) في الأفراد سلبيي وجود الفيروس، وأيضًا في الأشخاص الذين لديهم خطرٌ مُتزايدٌ (أعلى من المتوسط) للإصابة بفيروس العوز المناعي البشري، مثل البالغين النَشطين جنسيًا (مثل الرجال الذين يمارسون الجنس مع الرجال)، والأفراد الذين يتعاطون المُخدرات بالحقن، والزوجان المتنافران المصليان النشطان جنسيًا.
صُممت الوقاية قبل التعرض لاستعمالها مع أساليب تقليل الخطر الأُخرى مثل العوازل الذكرية؛ وذلك لأنه لا زال يوجد بعض الخطر للإصابة بالإيدز مع الوقاية قبل التعرض، خصوصًا في الأفراد الذين لا يأخذون دواء الوقاية باستمرار، كما أنَّ الأفراد لا زالوا مُعرضين للإصابة بالأنواع الأخرى من الأمراض المنقولة جنسيًا.
اعتبارًا من 2019 أصبحت منظمة الصحة العالمية (WHO) تُوصي بدوائين لاستعمال في الوقاية قبل التعرض: خليط تينوفوفير/إمتريسيتابين، وذلك على شكل تروفادا (Truvada)، وهو الاسم التجاري لمركب غيلياد ساينسز الدوائي، أو تينوفوفير/لاميفودين. في أكتوبر 2019، وافقت إدارة الغذاء والدواء الأمريكية على دواء ديسكوفي (Descovy) وهو خليط إمتريسيتابين/تينوفوفير ألافيناميد لاستعماله في الوقاية قبل التعرض، مع تروفادا، وذلك يمنح نفس القدر من الحماية.
إذا استُعمل الدواء للوقاية قبل التعرض بالشكل الصحيح، فإنها تُظهر فعاليةً عاليةً، حيثُ تُقلل خطر الإصابة بفيروس نقص المناعة البشرية (الإيدز) بحوالي 99%.

## الاستعمال السريري
تُوصي المبادئ التوجيهية الفيدرالية في الولايات المتحدة باستخدام الوقاية قبل التعرض في الأفراد البالغين غيرُ المصابين بفيروس نقص المناعة البشرية الذين:
- نشطٌ جنسيًا في آخر 6 شهور وليس لهُ علاقةٌ جنسية أحادية مع شريكٍ فُحص مؤخرًا بأنه غيرُ مُصابٍ بفيروس نقص المناعة البشرية، والذي...[1]
  - هو رجل يمارس الجنس مع رجال، والذي...
    - قام بعلاقةٍ جنسية شرجية مع رجلٍ آخرٍ في آخر 6 شهور دون استعمال واقي ذكري، أو...
    - كان لديه عدوًى منقولة جنسيًا في آخر شهور

  - أو بالغٌ نشطٌ جنسيًا (ذكر أو أنثى مع شركاءٍ ذكور أو إناث)، والذي...
    - هو رجلٌ مارس الجنس مع رجالٍ ونساء، أو...
    - مارس الجنس مع شركاءٍ لديهم خطرٌ عالٍ للإصابة بفيروس نقص المناعة البشرية (مثل متعاطي المخدرات بالحقن، والرجال الذين يمارسون الجنس مع رجال آخرين) دون استخدامٍ مستمر للواقي الذكري
- أو أيُ شخصٍ قام بحقن مخدراتٍ غير مشروعةٍ في الأشهر الستة الماضية، أو شارك في تعاطي المخدرات بالحقن مع متعاطي المخدرات الآخرين في الأشهر الستة الماضية، أو كان قد خضع للعلاج من تعاطي المخدرات بالحقن في الأشهر الستة الماضية

وضعت وكالات الصحة الحكومية الأخرى في جميع أنحاء العالم إرشاداتها الوطنية الخاصة بكيفية استخدام الوقاية قبل التعرض، بهدف الوقاية من الإصابة بفيروس نقص المناعة البشرية لدى الأشخاص المُعرضين لخطرٍ كبير للإصابة، وتتضمن بوتسوانا، كندا، كينيا، ليسوتو، جنوب أفريقيا، أوغندا، المملكة المتحدة، زامبيا، زيمبابوي.

## الانتشار والاعتماد

| مُعتمد مُعتمدٌ للاستخدام بدون تصريح مشاريع جارية ومخططٌ لها لتثبيته مشاريع مُكتملة لتثبيته لا مشاريع مُخطط لها لتثبيته لا تُوجد بيانات |